# Villers-Bocage (Somme)
Villers-Bocage (picardisch: Vilèr-Bocage) ist eine nordfranzösische Gemeinde mit 1509 Einwohnern (Stand 1. Januar 2022) im Département Somme in der Region Hauts-de-France. Die Gemeinde gehört zum Arrondissement Amiens.

## Geographie
Die Gemeinde liegt rund zwölf Kilometer nördlich von Amiens an der Route nationale 25, die über Doullens und Arras führt. Im Norden des Orts liegt das Gewerbegebiet La Montignette.

## Geschichte
Villers-Bocage war von 1790 bis 2015 Kantonshauptort und ist seit Ende 1999 Sitz der Verwaltungsgemeinschaft Communité de communes du Bocage et de l’Hallue.

## Einwohner
| 1962 | 1968 | 1975 | 1982 | 1990 | 1999 | 2006 | 2018 |
| ---- | ---- | ---- | ---- | ---- | ---- | ---- | ---- |
| 683  | 750  | 1009 | 984  | 1094 | 1309 | 1431 | 1428 |

## Sehenswürdigkeiten
- Pfarrkirche Saint-Georges in flamboyanter Gotik.

## Persönlichkeiten
- Jacques Grelley (1936–2014), Unternehmer und Autorennfahrer